# Битва при Тзіраллі
Битва при Тзіраллі сталася 30 квітня 313 року між арміями двох римських імператорів: Ліцинія та Максиміна Дази. Місцем бою було колишнє місто Тзіралл (найімовірніше, теперішній Чорлу на заході Туреччини). Ліциній здобув рішучу перемогу в цій битві, а Максимін був змушений втекти, перевдягнувшись в одяг раба.

## Передумови

### Криза Тетрархії
Тетрархія, система римської влади, що спиралася на одночасне керування імперією чотирма особами, зазнала остаточного краху на почату IV століття. Це спричинило запеклу боротьбу за владу між римськими імператорами та претендентами на престол. Після смерті Галерія 311 року в римському світі залишилося чотири імператора: Костянтин Великий, Максенцій, Максимін Даза та Ліциній.
Костянтин та Максенцій боролися один з одним за одноосібну владу на Заході імперії, а Максимін та Ліциній — на Сході. Задля укріплення своїх амбіцій Максенцій і Максимін уклали між собою військовий союз; у відповідь на це Костянтин та Ліциній також уклали між собою схожу угоду. До кінця 312 року Костянтину вдалося дістатися Риму, де в запеклій битві біля Мульвійського мосту Максиміна було вбито, а Костянтин став одноосібним імператором на Заході імперії.

### Протистояння Максиміна та Ліцинія

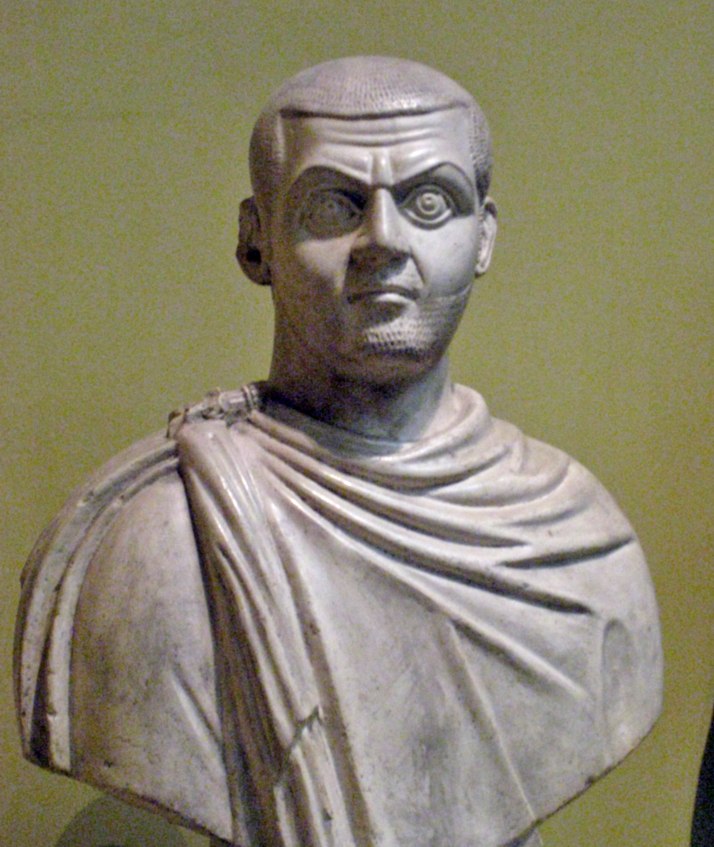
Гіпсова копія погруддя Максиміна Дази в Музеї Пушкіна у Москві

Розібравшись із залишками підтримки Максенція, Костянтин домовився з Лицинієм про дружню зустріч у Медіолані, де в знак військового союзу Ліциній одружився з Констанцією, сестрою Костянтина. У той же час Максимін, згідно зі своєю угодою з Максенцієм, приготувався до війни проти Ліцинія. Швидко зібравши свої війська посеред зими, він вирушив з Антіохії на чолі своєї армії в 70 тис. осіб. Це дозволило Максиміну дістатися Візантії поки Ліциній ще перебував у Мілані.
Зимовий марш суворими провінціями Малої Азії, викликаний поспіхом Максиміна, призвів до втрати багатьох солдатів та зниження морального духу його війська. Тільки-но Ліциній отримав звістку про марш-кидок ворога, він поспішив з Італії йому назустріч, швидкоруч зібравши деяі сили в Іллірії. Максимін, зі свого боку, встиг переправитися через Босфор, захопив Візантій та обложив Перинф, що був захоплений після восьмиденної облоги. Військо Максиміна зупинилося за 18 миль від Перинфу, розбивши там свій табір. Ліциній, що прибув з Адріанополя, теж розбив свій табір неподалік від Максиміна.
Через скрутність часу для підготовки Ліциній встиг зібрати лише 30 тис. солдатів, що було меншим за сили Максиміна в понад 2 рази. Відомо, що обидві сторони перед самою битвою вдавалися до переговорів, які завершилися невдачею через занепокоєння обох командувачів щодо недобросовісності їхніх супротивників. Місце битви, Тзіралл (лат. Tzirallum), ототожнюється з тодішнім містом Тзіраллон (лат. Tzirallon; дав.-гр. Τζίραλλον), яке є теперішнім містом Чорлу на заході Туреччини.

## Битва
Незважаючи на значно меншу чисельність війська, Ліциній здобув рішучу перемогу. Армія Максиміна була розбита, а її командувач був змушений втікати, перевдягнувшись в одяг раба. Провідну роль у перемозі Ліцинія зіграла більша досвідченість його іллірійських легіонів, а також висока їхня дисципліна.

## Наслідки

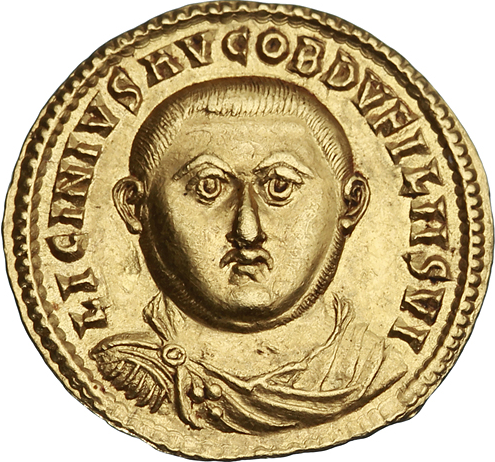
Ауреус імператора Ліцинія

Після поразки Максимін спробував перегрупуватися, сподіваючись зібрати нове військо. Також він скасував свою політику переслідування християн, яка до того грала лише на користь його суперника. Незважаючи на військову невдачу, Максимін мав ще чимало ресурсів задля продовження боротьби з Ліцинієм. Проте, за декілька місяців після битви при Тзіраллі Максимін Даза несподівано помер у кілікійському місті Тарс. Після смерті конкурента Ліциній швидко та без боротьби завоював усі східні провінції Римської імперії.
Внаслідок перемоги Ліцинія над Максиміном, а також Костянтина над Максенцієм, в Імперії сформувався нове протистояння: Захід проти Сходу. Зрештою, після ще двох громадянських воєн, в яких Ліциній зазнав поразки, в 324 році Костянтин Великий став одноосібним і беззаперечним правителем Римської імперії.